# Opowieści o Białej Księżniczce
Opowieści o Białej Księżniczce (jap. 白姫抄 Shirahimeshō) – jednotomowa antologia składająca się z przedmowy, trzech powieści i zakończenia, stworzona przez grupę Clamp. Początkowo była wydawana w Japonii przez wydawnictwo Kobunsha w 1992 roku, a później wznowiona ponownie w Asuka w 2001 r.
W Polsce manga została wydana przez wydawnictwo Waneko w pojedynczym tomie 13 września 2019 roku.

## Manga
- Prolog: młody mężczyzna samotnie idzie przez zaspy. Nagle w środku śnieżycy na pobliskim wzgórzu dostrzega przepiękną kobietę o czarnych włosach, która "czeka".

- Garō no yama (jap. 牙狼の山) (Góra Wilka z Kłami): młoda dziewczyna Fubuki opuszcza swoją matkę i wyrusza samotnie w góry przez śnieżyce, by odnaleźć wilka w kolorze ciemności, o oczach w kolorze krwi, który zabił jej ojca. Chce pomścić swojego ojca, lecz zostaje zaatakowana przez sforę dzikich psów. Z opresji wybawia ją czarny wilk, z którym się później zaprzyjaźnia i nazywa go Inuki (jap. Inu – pies). Jednakże nie było im dane długo być ze sobą.

- Kōri no hana (jap. 氷の花) nad jeziorem w mroźnych górach młoda 17-letnia kobieta imieniem Kaya, żegna swojego ukochanego, który musi ją opuścić. Obiecuje, że może minąć wieczność, lecz ona tu będzie na niego czekała niezmieniona jak kwiat. Ukochany wraca po 30-latach jednak nie odnajduje ukochanej. Dopiero gdy spogląda na zamarzniętą toń, odnajduje ją zamarzniętą i niezmienioną, jak obiecała.

- Hiyoku no tori (jap. 比翼の鳥) młody żołnierz opuścił pole bitwy i zabłądził wśród szalejącej zamieci. Chce wrócić do swojej ukochanej Yukino, która na niego czeka. Nagle napotyka parę czapli, do których strzela. Wiele dni później odkrywa, że błądzi w kółko, gdyż ciągle napotyka na ciało zabitego żurawia, jednak nie ma ono głowy. Chwilę potem ukazuje mu się piękna bogini, trzymająca w ręku czaszkę i wskazuje mu drogę. Idąc za wskazówką kontynuuje drogę. Słysząc nagły szelest, strzela w krzaki. Postrzela drugiego żurawia i odnajduje koło niej starą czaszkę. Orientuje się, że tajemnicza kobieta była partnerką postrzelonego żurawia. Żałuje swojego czynu, a niebawem znajduje drogę do domu.

- Epilog: młody mężczyzna z przedmowy radzi kobiecie, by wróciła do domu, gdyż w dzień, gdy Shirahime płacze, stanie się coś smutnego. Ona na to odpowiada, że śnieg nie jest jej łzami, tylko smutkiem ludzkich dzieci.

### Crossover
- Księżniczka pojawia się w klipie Clamp in Wonderland.